# Att tro, det är att böja
Att tro, det är att böja är en psalm med text skriven 1889 av Emilie Thorup och musik skriven 1609 av Melchior Vulpius. Texten översattes till svenska 1930 av Siri Dahlquist.

## Publicerad i
- Psalmer och Sånger 1987 som nr 668 under rubriken "Att leva av tro - Efterföljd - helgelse".[1]